# 雅法港

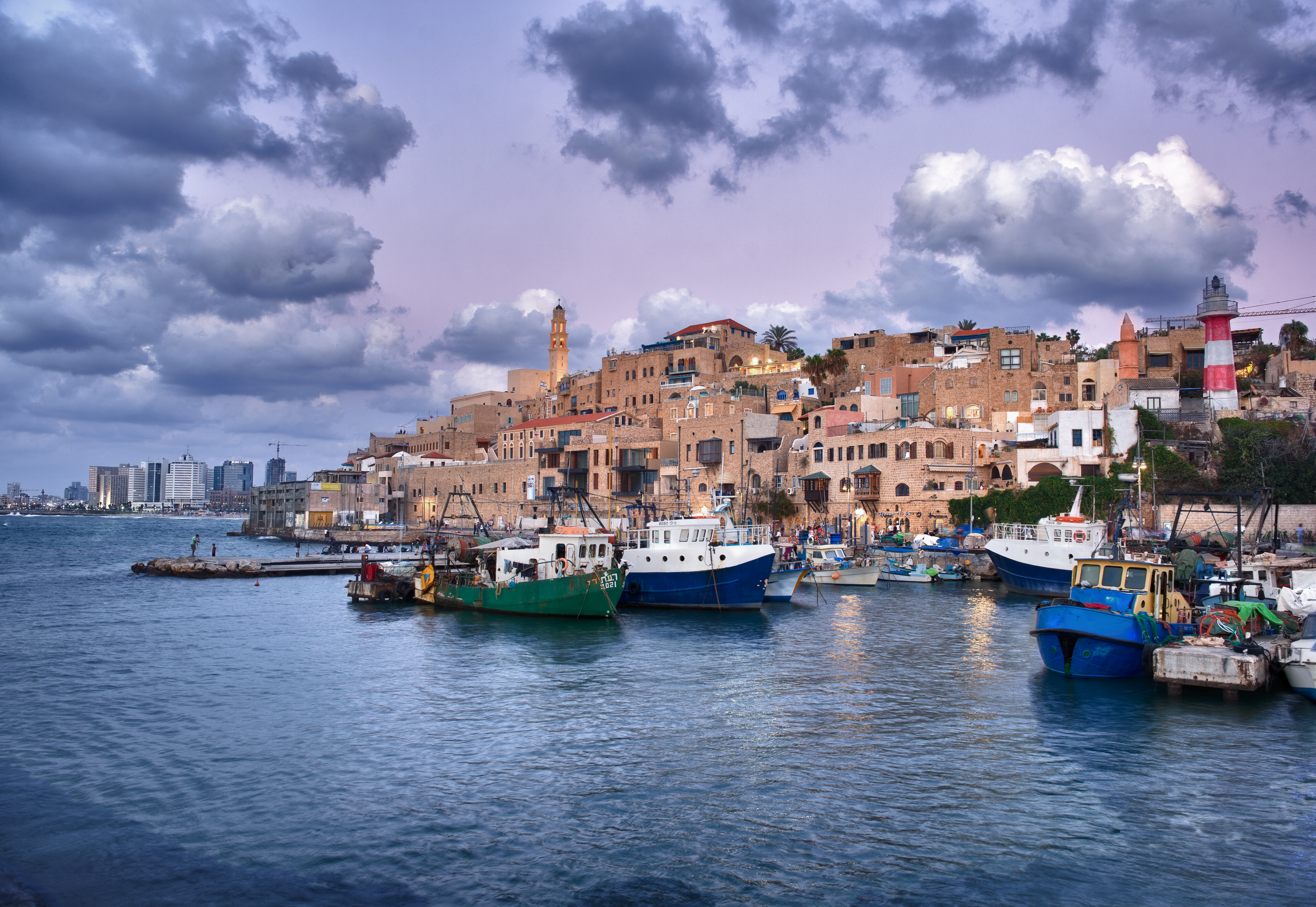
今日雅法港（远处高楼为特拉维夫）

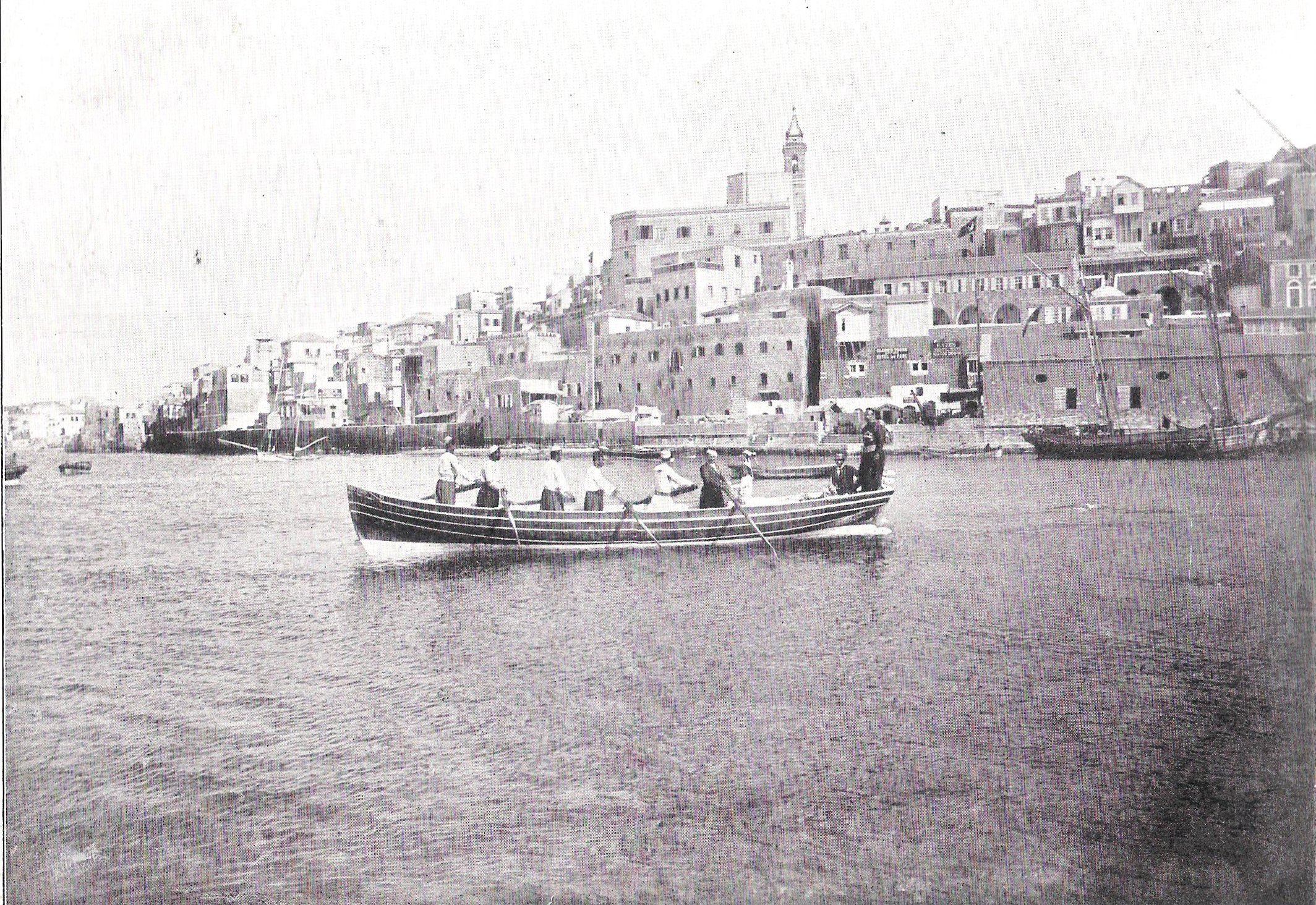
1899年前的雅法港

雅法港（希伯來語：‎, Nemal Yafo）地中海的一个非常古老的海港，位于以色列雅法老城，被认为是世界上连续使用时间最长的海港。
雅法及其港口有超过三千年有文字记载的历史。港口本身在许多古代文献中被提及，像希伯来圣经中的《约拿书》，和历史学家约瑟夫斯描述了犹太人历史和犹太人反抗罗马起义的历史著作。7000多年来，雅法港一直被使用，早于穆斯林、基督徒、犹太人、甚至是埃及人。雅法港仍然作为一个小渔港在使用，港口目前是休闲区，以特色餐馆和咖啡馆闻名。有一座灯塔，雅法灯塔，坐落在港口上。
1917年第一次世界大战中，阿伦比将军率领英军击败了 奥斯曼帝国， 并占领了雅法，雅法成为英国托管巴勒斯坦(1922-1948)的一部分. 1947-1948年，阿拉伯人占多数的雅法和毗邻的犹太城市 特拉维夫之间爆发激烈的冲突。1948年5月13日（以色列宣布建国前一天），雅法的阿拉伯部队经过激战被犹太复国主义 地下武装组织哈加纳和伊尔贡Zva'i Leumi部队击败。1950年，犹太城市特拉维夫和阿拉伯城市雅法被合并，特拉维夫-雅法市成立。
今天，各种教派的阿拉伯人占雅法3.5万人口的2.5万。 雅法有一个老渔港，现代的游船码头和一个旅游中心。 雅法融合了古老、现代和修复的建筑，是一个重要旅游景点。 其旅游景点包括跳蚤市场、美术馆、纪念品商店、餐馆、路边咖啡馆，木板路，和购物。 在雅法可以找到各种各样的文化、娱乐和食品(海鲜的餐馆)。 雅法以出口的 雅法橙而闻名。